# 太兴乡
太兴乡，是中华人民共和国四川省遂宁市射洪市曾经下辖的一个乡。2019年9月，撤销太兴乡，将其所属行政区域划归天仙镇管辖。

## 行政区划
太兴乡撤销前下辖以下地区：
万寿社区、青龙嘴村、鹭鸶沟村、太平村、金印村、龙华村、紫极观村、文昌村、万龙村、民丰村、圆堡村、三清村、圣学村、五城村、井田村、老钢磨村、书房村、二教寺村和皂角湾村。